# Lotgabel

Lotgabel für Messtisch

Die Lotgabel, auch Lotzange (Einlotzange, Einlotgabel), ist ein Hilfsmittel zum Positionieren eines Messtisches.
Der Messtisch ist vom Grundsatz her eine Platte zur Aufnahme eines Zeichenblattes, auch einer bereits vorhandenen Karte, montiert auf einem Stativ, die mit einer Libelle horizontiert werden kann.
Um den Lotpunkt (Bezugspunkt für Messungen und Arbeiten auf dem Messtisch) unterhalb des Messtisches auf die Oberseite und damit auch auf das Zeichenblatt/die Karte übertragen zu können, wird ein gabelförmiges Gerät verwendet, das seitlich über die Platte des Messtisches geschoben wird und mit einer Markierung den Lotpunkt überträgt.
Der Lotpunkt wird auf dem Zeichenblatt (meist mit einem Nadelstich) markiert, eine bereits vorhandene Karte wird so verschoben, dass ein Ort auf der Karte mit dem Lotpunkt im Gelände zusammenfällt.
Der Messtisch und die damit verwendeten Instrumente und Hilfsmittel gehören zu den „Werkzeugen“ der klassischen Geodäsie und sind heute durch modernere Verfahren abgelöst.